# Casa Innes

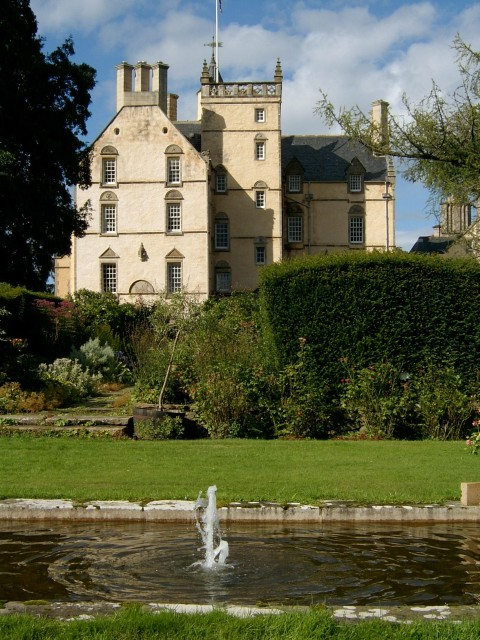
Casa Innes

La Casa Innes —Innes House en inglés— es un ejemplo de una torre de planta en L del siglo XV convertido más tarde en casa solariega.
Ubicada cerca de Elgin, Moray (Escocia), consta de cuatro plantas más la torre de cinco plantas. La fachada actual data de entre 1640 y 1653 cuando el arquitecto William Aytoun, uno de los más reconocidos de Escocia, fue encargado de restaurar el edificio tras los destrozos causados por las tropas del marqués de Montrose, durante las Guerras de los Tres Reinos.
Permaneció en manos de la familia Innes hasta 1767, cuando su dueño, sir James Innes fue obligado a vender la propiedad. Fue adquirido por James Duff, II conde de Fife.
El general sir James Duff, IV conde de Fife (1776-1857), quien luchó en la batalla de Talavera y en el sitio de Cádiz, veraneaba en la finca y hacía 1835 la propiedad fue adquirido por su sobrino, el James Duff, V conde de Fife, quien se encargaría del diseño de los extensos jardines.